# Das Kätzchen und die Stricknadeln

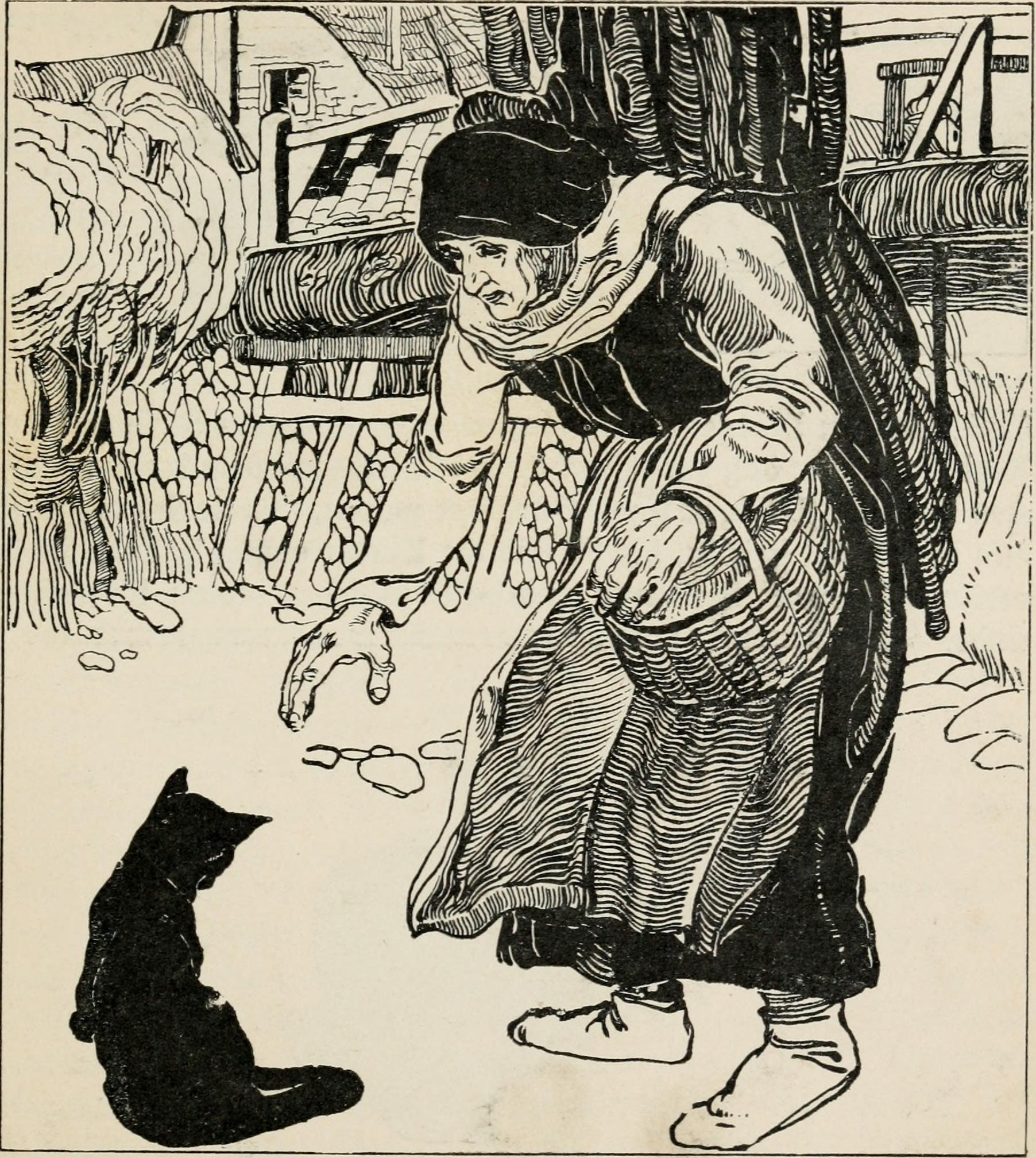
Illustration von Carl Fahringer, 1900

Das Kätzchen und die Stricknadeln ist ein Märchen. Es steht in Ludwig Bechsteins Deutsches Märchenbuch an Stelle 37 (1845 Nr. 52).

## Inhalt
Eine arme Frau holt Holz und findet ein krankes Kätzchen. Sie trägt es in der Schürze heim, gibt es auch nicht den Kindern, sondern legt es weich und gibt ihm Milch. Die Katze wird gesund und ist plötzlich fort. Als die Frau wieder Holz holt, steht da eine feine Dame, winkt sie her und wirft ihr fünf Stricknadeln in die Schürze. Die Frau wundert sich, doch sie stricken ihr zum Lohn jede Nacht ein Paar Strümpfe.

## Herkunft
Bechstein notiert „Mündlich, Saaltal.“ Die Quelle ist laut Hans-Jörg Uther nicht zu ermitteln, der auch keinen Märchentyp nennt, lediglich Mot. B422, B505, D810: Zaubergabe als Geschenk Jenseitiger für barmherziges Verhalten. Etwas ähnlich sind Bechsteins Schlange Hausfreund, die Schuster in Grimms Die Wichtelmänner.